# Ильино (Ивановская область)
Ильино — деревня в Вичугском районе Ивановской области. Входит в состав Сошниковского сельского поселения.

## География
Находится в северо-восточной части Ивановской области на расстоянии приблизительно 9 км на северо-восток по прямой от районного центра города Вичуга.

## История
В 1872 году здесь (тогда деревня Кинешемского уезда Костромской губернии) было учтено 13 дворов, в 1907 году —19.

## Население
Постоянное население составляло 76 человек (1872 год), 67 (1897), 93 (1907), 7 в 2002 году (русские 100 %), 5 в 2010.